# Tmarus angulatus
Tmarus angulatus är en spindelart som först beskrevs av Charles Athanase Walckenaer 1837.  Tmarus angulatus ingår i släktet Tmarus och familjen krabbspindlar. Inga underarter finns listade i Catalogue of Life.